# Arnold II. von Isenburg

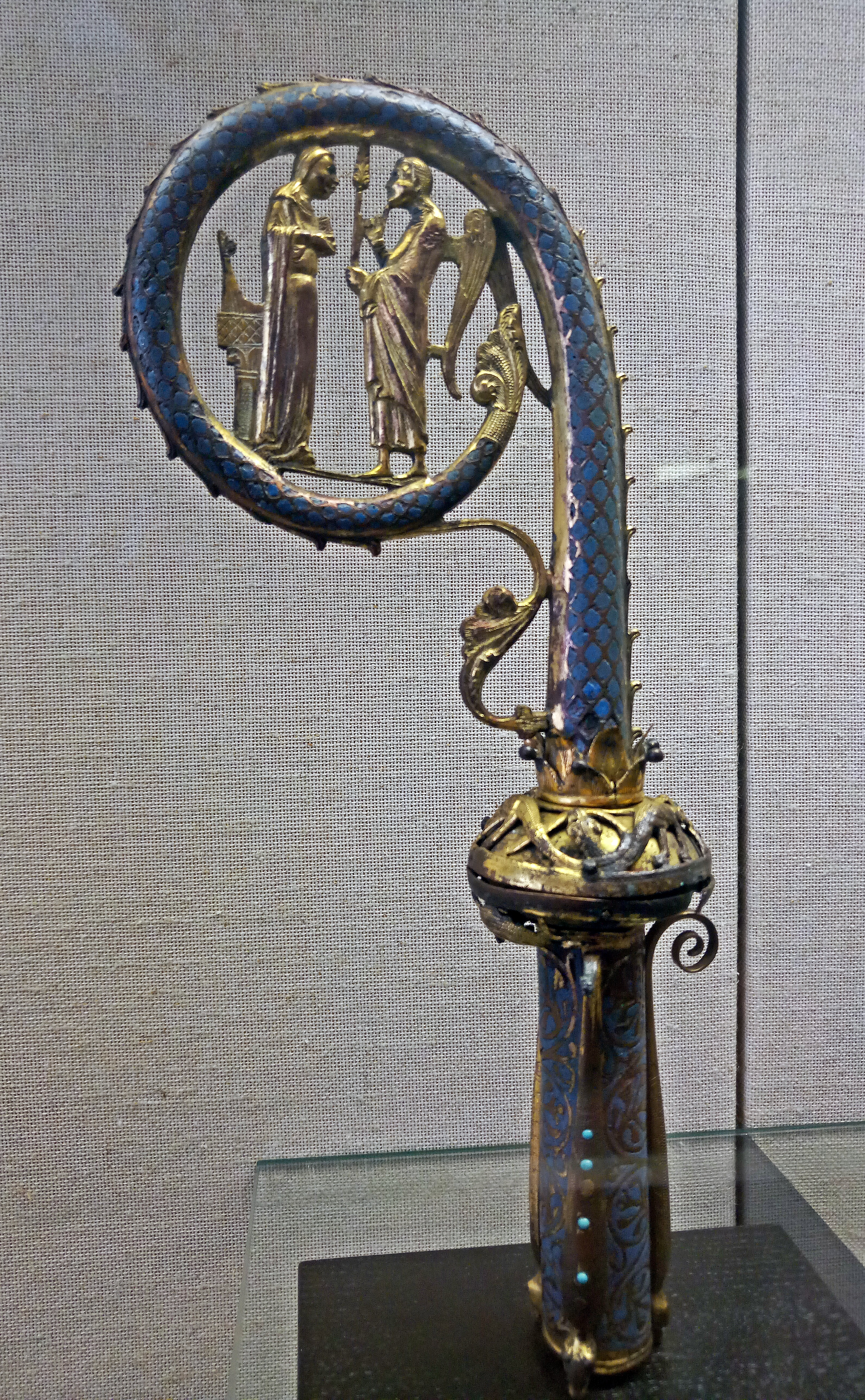
Krummstab des Arnold II. von Isenburg im Trierer Domschatz

Arnold II. von Isenburg (* um 1190 auf Burg Braunsberg; † 5. November 1259 in Montabaur) war von 1242 bis 1259 Erzbischof und Kurfürst von Trier.
Arnold II. von Isenburg stammte aus dem Geschlecht derer von Isenburg. Seine Eltern waren Bruno von Isenburg und Theodora von Wied. Im Jahre 1217 wurde er Archidiakon und 1228 Dompropst in Trier. Zum Kurfürsten von Trier wurde Arnold 1242 gewählt. Der unterlegene Kandidat Rudolf von der Brücke erhielt aber von König Konrad IV. die Regalien. Es kam zu einem kurzen Bürgerkrieg, der durch Verzicht von Rudolf und der Anerkennung durch Papst Innozenz IV. am 23. Januar 1245 rasch beendet wurde. Arnold trat in der Folgezeit für die Gegenkönige Heinrich Raspe, Wilhelm von Holland und Alfons X. von Kastilien ein, was ihm langanhaltenden Streit mit ihren Gegnern einbrachte. Trotz langwierigen Kämpfen mit Raubrittern, baute Arnold Burgen und Kirchen und befestigte Städte in Kurtrier. So errichtete er beispielsweise am Rhein bei Koblenz 1242 bis 1259 die Burg Stolzenfels als eine kurtrierische Zollburg und begann mit dem Bau der Burg Bischofstein. Mitte des 13. Jahrhunderts hat er Münstermaifeld ebenso wie Koblenz umwallen und in Teilen mit einer Mauer umgeben lassen (Monasterium oppidum in Meynevelt circumvallavit, et in parte murari fecit).
Von 1246 bis 1248 belagerte er die pfalzgräfliche Burg Thurant und eroberte sie schließlich mit Hilfe des Kölner Erzbischofs.
Damit verdrängte er endgültig den Pfalzgrafen von der Mosel und baute das Trierer Territorium entscheidend aus.
Arnold II. von Isenburg liegt im Trierer Dom begraben.

## Belege
1. ↑  Zur Begriffsbezeichnung oppidum und zu befestigten Dörfern vgl. Escher-Apsner: Stadt und Stift: Studien zur Geschichte Münstermaifelds im hohen und späteren Mittelalter. Kliomedia, Trier 2004, ISBN 3-89890-064-9.

| Vorgänger               | Amt                                     | Nachfolger                  |
| ----------------------- | --------------------------------------- | --------------------------- |
| Theoderich II. von Wied | Kurfürst-Erzbischof von Trier 1242–1259 | Heinrich II. von Finstingen |

| Personendaten    | Personendaten            |
| ---------------- | ------------------------ |
| NAME             | Isenburg, Arnold II. von |
| KURZBESCHREIBUNG | Erzbischof von Trier     |
| GEBURTSDATUM     | um 1190                  |
| GEBURTSORT       | Burg Braunsberg          |
| STERBEDATUM      | 5. November 1259         |
| STERBEORT        | Montabaur                |